# Fiskebäckskil
Der Ort Fiskebäckskil liegt auf der Insel Skaftö (auch Skaftölandet genannt) in der Gemeinde Lysekil der schwedischen Provinz Västra Götalands län beziehungsweise der historischen Provinz Bohuslän.

## Geografie

Fiskebäckskil

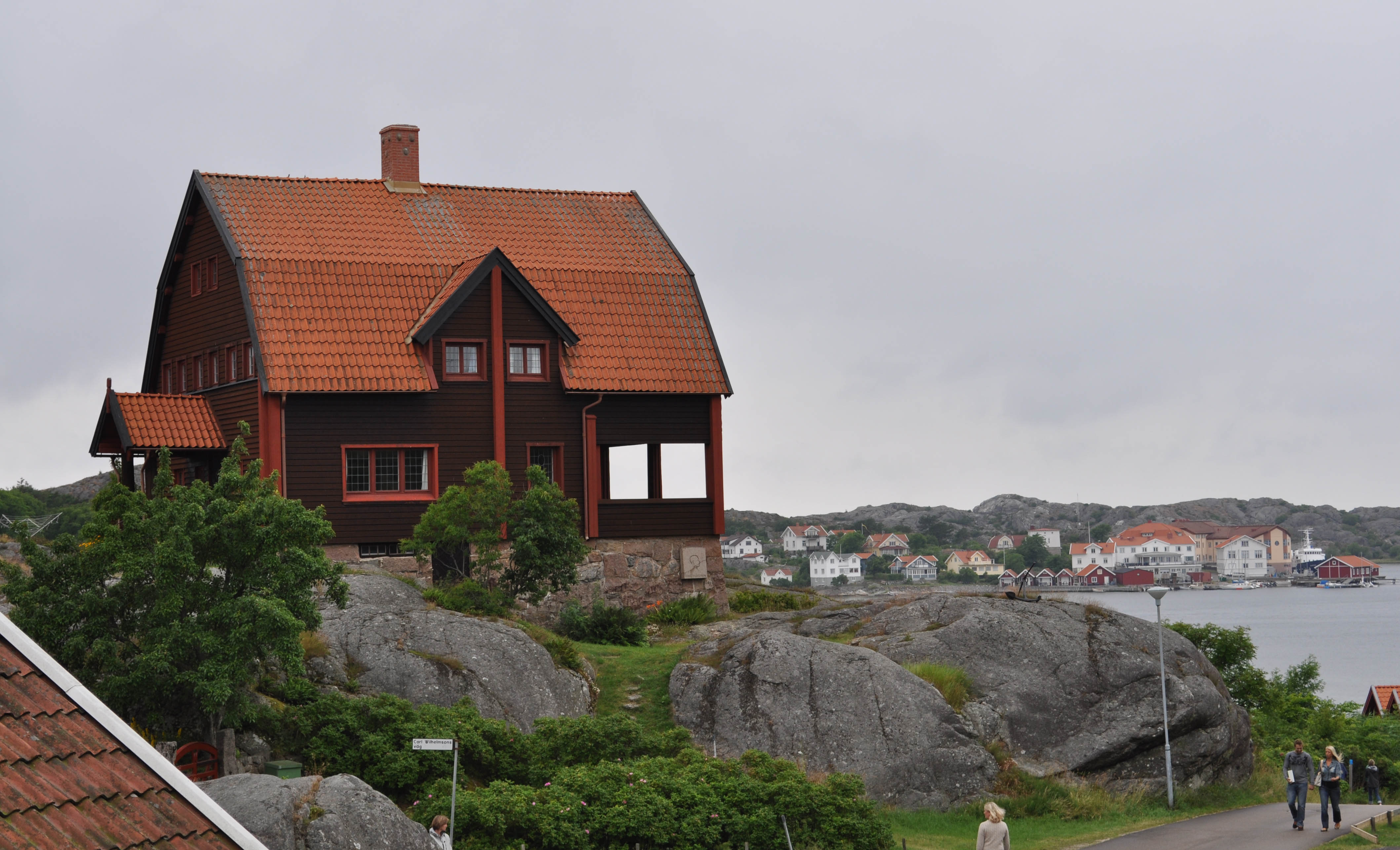
Carl Wilhelmsons Atelier

Der Ort liegt im Norden der Insel Skaftö, etwa 100 Straßenkilometer nördlich von Göteborg. Die alte Fischersiedlung wird durch einen tiefen Wasserlauf von der Ostseite (Östersidan) getrennt. Westlich grenzen der Ort und die Insel an den Gullmarsfjorden (auch Gullmarn), einem der beiden „echten“ Fjorde Schwedens. Gegenüber dem Ort, am westlichen Ufer des Fjordes, liegt Lysekil, der Hauptort der Gemeinde. Beide Orte werden durch eine Personenfähre verbunden.

## Geschichte
Fiskebäckskil war zwar immer eine Fischergemeinde, aber in seiner Blütezeit im 19. Jahrhundert verwandelte die Frachtschifffahrt Fiskebäckskil zu einer der wichtigsten Hafengemeinden Bohusläns. 1863 hatten 58 Schiffe hier ihren Heimathafen.

## Touristik

Die Holländermühle von Fiskebäckskil

Die Holzkirche von Fiskebäckskil

Der berühmteste Einwohner war vermutlich der Maler Carl Wilhelmson (1866–1928). Ihm ist eine Galerie gewidmet. Der Maler wurde in der Holzkirche begraben.
Der Müller Per Olsson baute von 1854 bis 1855 eine Windmühle vom Typ Holländerwindmühle. 1913 wurde die Mühle dem gemeinnützigen Verein Sjöstjärnan (Seestern) verkauft, der seitdem die Verwaltung und Erhaltung der Mühle als Kulturerbe übernommen hat.
Fiskebäckskil Holzkirche, deren Besonderheiten die Dach- und Wandmalereien sind, wurde in den Jahren 1771–1772 erbaut und ersetzte eine frühere Holzkirche aus den 1500er-Jahren. Die Kanzel wurde 1792 in Göteborg gefertigt und sollte ursprünglich den Dom zu Göteborg schmücken. Im Jahre 1794 wurde sie aber in der Kirche von Fiskebäckskil eingebaut.

## Persönlichkeiten
- Carl Wilhelmson (1866–1928), Maler
- Johan Brunström (* 1980), Tennisspieler